# Футбольна асоціація Південноафриканської Республіки
Південноафриканська футбольна федерація (англ. South African Football Association)- національний адміністративний орган ПАР, що займається розвитком та управлінням футболом у країні. Розташована в Йоганнесбурзі. Входить до Конфедерації африканського футболу — КАФ. У діючому вигляді заснована у 1991 році; є другою в історії футбольною асоціацією, що носила подібне ім'я та входила до ФІФА. Заснована в 1892 футбольна асоціація відрізнялася тим, що не приймала до складу збірної з футболу гравців не білого походження.
Федерація увійшла до складу ФІФА в 1992 році після падіння апартеїду і припинення спортивної ізоляції ПАР, що дозволило збірній ПАР брати участь у відбіркових і фінальних етапах Кубка африканських націй і чемпіонату світу ФІФА . За час діяльності асоціації ПАР провела кілька розіграшів Кубка КОСАФА, розіграш Кубка африканських націй 1996 року та чемпіонат світу 2010 року.
Безпосередньо Південноафриканська футбольна федерація відповідає за управління всіма чоловічими та жіночими збірними всіх вікових категорій та Другим дивізіоном ПАР з футболу. Жіноча збірна ПАР з футболу 5 разів була фіналістом чемпіонату Африки з футболу серед жінок